# Wilhelm Friedrich Boger
Wilhelm Friedrich Boger známý jako Tygr z Osvětimi (19. prosince 1906 Zuffenhausen, Německé císařství – 3. dubna 1977 Bietigheim-Bissingen) byl německý policejní komisař a dozorce v koncentračním táboře v Osvětimi. Byl nechvalně známý svými zločiny páchanými společně se svým nadřízeným, šéfem gestapa Maximilianem Grabnerem.
V mládí vstoupil do Hitlerjugend. Po ukončení školy v roce 1925 získal práci v kanceláři ve Stuttgartu, kde také v roce 1929 vstoupil do Národně socialistické německé dělnické strany. V roce 1932 toto zaměstnání ztratil. V letech 1936 až 1937 chodil do policejní vzdělávací školy a po ukončení byl jmenován policejním komisařem.

## Druhá světová válka
Po vypuknutí druhé světové války byl převelen ke státní policii v Zichenau. V roce 1940 se připojil k SS se sídlem v Drážďanech, odkud byl poslán na frontu, kde byl v roce 1942 zraněn. O devět měsíců později byl převezen do Osvětimi, kde mu byl svěřen dohled nad vězni, především příjem vězňů, udržování bezpečnosti tábora, boj proti vnitřnímu odporu a vedení výslechů. Zde si svou krutostí vysloužil přezdívku Tygr z Osvětimi. Jeho brutální zločiny v koncentračním táboře trvaly až do osvobození Osvětimi v lednu 1945.

## Po ukončení války
Po ukončení války byl pět měsíců na útěku. Nakonec byl zadržen v roce 1946 a měl být vydán do Polska k soudu, ale podařilo se mu uniknout. Od roku 1948 žil v Crailsheimu nedaleko Stuttgartu, kde byl dva roky zaměstnán při výrobě letadel. V roce 1959 byl znovu zatčen a obviněn z válečných zločinů, které spáchal v Osvětimi. 20. srpna 1965 stanul před soudem ve Frankfurtu nad Mohanem, kde byl souzen za pomoc a účast při vraždění židů. Po sérii svědeckých výpovědí byl nakonec odsouzen k doživotnímu trestu odnětí svobody. Zemřel 3. dubna 1977 ve vězení v Bietigheim-Bissingenu po 19 letech strávených ve vězení.